# Гробля (Свентокшиське воєводство)
Гробля (пол. Grobla) — село в Польщі, у гміні Ритв'яни Сташовського повіту Свентокшиського воєводства.
Населення — 63 особи (2011).
У 1975-1998 роках село належало до Тарнобжезького воєводства.

## Демографія
Демографічна структура на день 31 березня 2011 року:
|          | Загалом | Допрацездатний вік | Працездатний вік | Постпрацездатний вік |
| -------- | ------- | ------------------ | ---------------- | -------------------- |
| Чоловіки | 35      | 8                  | 21               | 6                    |
| Жінки    | 28      | 5                  | 15               | 8                    |
| Разом    | 63      | 13                 | 36               | 14                   |